# Вестмінстер
Вестмінстер (англ. Westminster) — історичний район Лондона, частина адміністративного округу Вестмінстер. У Вестмінстері розташований Вестмінстерський палац, в якому засідає Парламент Великої Британії.
Вестмінстер був заснований в VII столітті навколо тогочасного монастиря. Сама назва «Вестмінстер» буквально перекладається як Західна церква монастиря.
Район Вестмінстер розташований на лівому березі Темзи, на захід від лондонського Сіті.
Спочатку назва стосувалася тільки території Вестмінстерського абатства, що майже тисячу років є резиденцією уряду Англії.
Надалі Вестмінстер стали називати і район Вестмінстер, до якого в 1965 були приєднані передмістя Сент-Мерілібоун і Паддінгтон. Історичне ядро округу утворює острів Торні, на якому було збудовано Вестмінстерське абатство, що досі є традиційним місцем коронації британських монархів.
Вестмінстерський палац після завоювання Англії норманами в 1066 став резиденцією англійських королів, а пізніше місцем засідання англійського парламенту і так званих Вестмінстерських судів.
І хоча спочатку англійські монархи жили в лондонському Тауері, проте королі не бажали жити серед лондонських злиднів. Так, з часом, виникли два центри: один — економічний, в Сіті, а інший політичний і культурний, в Вестмінстері. Це розділення збереглося досі. Пізніше британські монархи перенесли свою резиденцію в інші частини міста. Але парламент досі засідає у Вестмінстерському палаці, а більшість міністерств містяться у Вайтхоллі.
Назва «Вестмінстер» використовується для позначення парламенту і політичного центру Сполученого Королівства. Нерідко говорять і про Вестмінстерську систему.
Недалеко від Вестмінстерського палацу і Вестмінстерського абатства є Вестмінстерська школа, одна із найвідоміших приватних шкіл Англії. Три з чотирьох корпусів Вестмінстерського університету розташовані в окрузі Вестмінстер.